# Esquirol volador de l'illa Sipora
L'esquirol volador de l'illa Sipora (Iomys sipora) és una espècie de rosegador de la família dels esciúrids. És endèmic de l'arxipèlag de Mentawai (Indonèsia), on viu a les illes de Pagai Utara i Sipora a altituds de fins a 500 msnm. El seu hàbitat natural són els boscos primaris. Està amenaçat per la destrucció del seu entorn.